# ABS-2A
ABS-2A ist ein kommerzieller Kommunikationssatellit der Firma Asia Broadcast Satellite (ABS) mit Sitz auf den Bermudas.
Er wurde am 14. Juni 2016 mit einer Falcon-9-Trägerrakete vom Raketenstartplatz Cape Canaveral (zusammen mit Eutelsat 117 West B) in eine geostationäre Umlaufbahn gebracht.
Der dreiachsenstabilisierte Satellit ist mit 48 Ku-Band-Transpondern (8 davon Reserve) in fünf Ausleuchtungsbereichen ausgerüstet und soll von der Position 75° Ost aus Russland, Indien, Afrika, den Mittleren Osten als auch Süd- und Südostasien mit Direct-to-Home-Fernsehen und VSAT-Diensten sowie maritimer Kommunikation und mobilen Lösungen versorgen. Er wurde auf Basis des Satellitenbusses BSS-702SP der Boeing Satellite Systems gebaut und besitzt eine geplante Lebensdauer von 15 Jahren. Er wird mit ABS-2 auf dieser Position kopositioniert.